# ドリームパレード
「ドリームパレード」は、i☆Risの9枚目のシングル。2015年7月8日にDIVE II entertainmentから発売された。

## 概要
- i☆Risの9枚目のシングルで、i☆Risのシングルでは初のトップ10入りを獲得した作品である。
- 表題曲「ドリームパレード」は、テレビ東京系アニメ「プリパラ」第2シーズンオープニングテーマに起用された[3]。
- ミュージックビデオの映像監督は福居英晃が担当し、2015年5月30日の早朝から深夜2時頃に及ぶまで撮影された。
- CDのみ盤にのみ、「Make it! -SoLaMiDressing ver.-」が収録されている。
- ライブでの初披露は、2015年5月24日にZeppTokyoで開催されたi☆Ris初のライブツアー「We are i☆Ris!!!」千秋楽のアンコールで、振り付けが完成したばかりの状態での初披露となった。
- ライブでの見どころは、2番から大サビに至る間奏でのラインダンスで、茜屋日海夏は本楽曲披露前に「この曲は柔軟が大事なんです」と語っている。このため、初披露となった前述のツアー千秋楽では、ステージ上でメンバー全員が入念なストレッチと準備運動を行うひとコマも見られた。このラインダンスはライブやステージを重ねる毎に完成度も上がっていった。

## 収録曲

### CD+DVD盤
1. ドリームパレード [3:54]
作詞：渡辺徹・森月キャス、作曲・編曲：渡辺徹
  - テレビ東京系アニメ「プリパラ」第2シーズンオープニングテーマ
2. Summer Vacation Love [4:09]
作詞：森月キャス、作曲：丸山真由子、編曲：清水武仁
3. ドリームパレード（Instrumental）
4. Summer Vacation Love（Instrumental）

DVD
1. ドリームパレード -Music Video-
2. ドリームパレード -Off Shot Movie-

### CDのみ盤
1. ドリームパレード
2. Summer Vacation Love
3. Make it! -SoLaMiDressing ver.- [4:04]
作詞：森月キャス、作曲・編曲：渡辺徹
4. ドリームパレード（Instrumental）
5. Summer Vacation Love（Instrumental）

## カバー・バージョン違い
アニメ『プリパラ』劇中では、i☆Risのメンバーがそれぞれの担当キャラクターの声で歌い直したバージョンが存在する。
- ふれんど〜る[メンバー 1] - 2016年6月22日発売のアルバム『プリパラ☆ミュージックコレクション season.2』収録。
- Pastel*Palettes［丸山彩（前島亜美）］ - 2017年3月16日リリースのゲーム『バンドリ! ガールズバンドパーティ!』収録。2023年5月31日発売のアルバム『Pastel à la mode』でCD初収録[4]。

### ユニットメンバー
1. ↑  真中らぁら（茜屋日海夏）、南みれぃ（芹澤優）、ドロシー・ウェスト（澁谷梓希）、黒須あろま（牧野由依）、白玉みかん（渡部優衣）